# Pseudomicrodes fuscipars
Pseudomicrodes fuscipars là một loài bướm đêm trong họ Noctuidae.